# Parc naturel d'Aizkorri-Aratz
Le parc naturel d'Aizkorri-Aratz est un parc naturel situé dans les massifs d'Azkorri et d'Altzania, dans le sud de la province du Guipuscoa et au nord de celle d'Alava, au Pays basque, (Espagne). 
Il a une superficie de 194 km2. Il a été déclaré parc naturel par le Gouvernement basque le 26 avril 1994.

## Géographie
Il occupe une partie de la superficie de quatre communes d'Alava : Asparrena, Zalduondo, San Millán et Barrundia et sept du Guipuscoa : Leintz-Gatzaga, Eskoriatza, Aretxabaleta, Oñati, Legazpi, Zerain et de Zegama, outre les territoires qui correspondent à la Parzonería Générale du Guipuscoa et d'Alava.
C'est une zone de montagne qui, près du massif d'Aralar, constitue un des corridors écologiques qui unit les Pyrénées avec la Cordillère cantabrique. Il faut souligner la muraille rocheuse qui s'étend entre les montagnes Aratz et Aloña (1 248 m) dans lequel on atteint les plus grandes altitudes de la Communauté Autonome Basque : Aitxuri 1 551 m, Aizkorri 1 544 m

## Faune et flore
Concernant la végétation, il faut souligner les forêts dans leurs flancs (hêtraies, chênaies) et les zones de pâturages et roches calcaires de la partie supérieure.
Parmi la faune associée à ces forêts on trouve le pic noir et la marte, et survolent des pâtures et des rochers des aigles royaux, percnoptères et vautours fauve, ainsi que plus de 20 espèces protégées par la législation européenne.

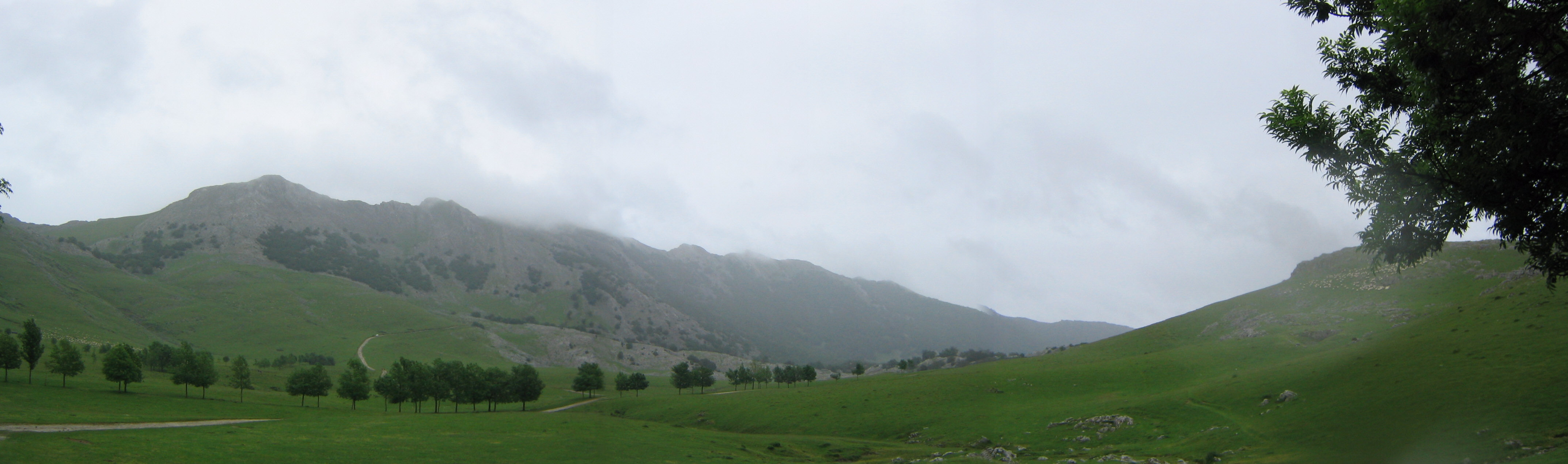
Aizkorri

### Sources
- (es) Cet article est partiellement ou en totalité issu de l’article de Wikipédia en espagnol intitulé « Parque Natural de Aizkorri-Aratz » (voir la liste des auteurs).